# El Hierro (vino)
El Hierro es una denominación de origen (DO) cuya zona de producción se encuentra situada en la isla de El Hierro de las Islas Canarias (España). Obtuvo la calificación de Denominación de origen en el año 1994 con solo dos bodegas, algo realmente peculiar.

## Historia
El cultivo de la vid en la isla de El Hierro data del año 1526 y se cree que fue el inglés John Hill quién plantó los primeros viñedos, pero no para la producción de vino, sino de Aguardiente cuyo destino final era el mercado americano, en especial Cuba y Venezuela. Hoy en día la producción de este producto es testimonial.

## Tipos de vino
La mayor parte de la producción se destina a vinos blancos, entre los que podemos encontrar: secos, semisecos, semidulces y dulces. La producción de tintos y rosados se reduce a una tercera parte, aunque, en el caso de los tintos, esta tendencia está cambiando debido a la demanda del mercado, donde se valora que se trate de un cultivo tradicional.

## El entorno
Una Característica de la isla es que aquí nunca se dieron plagas de filoxera, por lo que se conservan variedades antiguas de uva, que prosperan sin ningún tipo de injerto. Las zonas más importantes de cultivo son el Valle del Golfo, Echedo y El Pinar.
La altitud media de los viñedos es de 200 a 700 metros sobre el nivel del mar, los suelos son volcánicos y el clima es húmedo aunque con precipitaciones bajas.

## Uvas
Tintas
- Verijadiego negro
- Listán negro
- Negramoll
- Torrontés
- Baboso negro

Blancas
- Verijadiego blanco
- Bremajuelo
- Gual
- Malvasía
- Verdello
- Pedro Ximénez
- Listán blanco
- Baboso blanco

## Añadas
- 1995 Buena
- 1996 Buena
- 1997 Buena
- 1998 Buena
- 1999 Buena
- 2000 Muy Buena
- 2001 Buena
- 2002
- 2003 Buena
- 2004 Muy Buena

## Bodegas
- Viña Frontera
- Bodega Elysar
- Bodegas El Tesoro
- Bodegas Tanajara